# Wolfsthal
Wolfsthal ist eine Gemeinde mit 1256 Einwohnern (Stand 1. Jänner 2025) im Bezirk Bruck an der Leitha in Niederösterreich.

## Geografie

### Geografische Lage
Wolfsthal liegt im Industrieviertel (Viertel unter dem Wienerwald) in Niederösterreich. Im Norden grenzt Wolfsthal an die Donau, welche hier die Grenze zur slowakischen Hauptstadt Bratislava bildet. Zwischen der Ortschaft und dem Donauufer erstreckt sich ein breiter Auwald.
Die Fläche der Gemeinde umfasst 21,76 Quadratkilometer. Fast die Hälfte der Fläche ist bewaldet, rund vierzig Prozent werden landwirtschaftlich genutzt.

### Nachbargemeinden
Im Westen grenzt Wolfsthal an Hainburg an der Donau. Die Nachbargemeinden im Südwesten bis Südosten sind Hundsheim, Edelstal im Burgenland und Berg. An dieser Seite der Gemeinde erstrecken sich die Ausläufer der Hainburger Berge, die ebenfalls dicht bewaldet sind. Im Osten ist die Gemeinde von der Staatsgrenze zur Slowakei (Petržalka, einem Stadtteil von Bratislava) begrenzt. Im Norden Wolfsthals bildet die Donau die Grenze zu zwei weiteren Stadtteilen Bratislavas: Devín und Karlova Ves. Grenzübergänge dorthin gibt es jedoch keine, da der östlich liegende Grenzübergang zur Gemeinde Berg gehört.
| Hainburg              |                                             |                       |
| Hundsheim             | Kompassrose, die auf Nachbargemeinden zeigt | Bratislava (Slowakei) |
| Edelstal (Burgenland) | Berg                                        |                       |

## Geschichte
- 1083 – Erste urkundliche Erwähnung von Wolfsthal in der Chronik zu Göttweig, Wolfsthal wird Tochterpfarre von Hainburg. Ob der Ortsname von einer Person „Wolf“ oder vom Tier stammt, ist nicht restlos geklärt; eine Abstammung vom Tiernamen gilt als wahrscheinlich, wie alte Gebietsbezeichnungen wie „Wolfsrüssel“ oder „Wolfsbruck“ vermuten lassen.
- 1400 – Eine jüdische Ansiedlung entsteht in Wolfsthal. Ein Tempel aus dieser Zeit ist in der Oberen Gasse im ehemaligen Forsthaus noch erhalten.
- 1529 – Der erste Türkenansturm bringt Zerstörung und Not über Wolfsthal und die Pottenburg.
- 1544 – Otto Wilhelm zu Walterskirchen und Hundsheim erwirbt die Veste Wolfsthal und die Pottenburg als sein Eigen. Beides ist auch heute noch im Besitz der Familie Walterskirchen.
- 1660 – Die alte, ursprünglich wahrscheinlich romanische Kirche wird erweitert, Kuppel und Chor gebaut.
- 1683 – Die Pest und der zweite Türkenansturm bringen wieder Verderben und Zerstörung nach Wolfsthal.
- 1710 – Die Wolfsthaler Kirche wird Wallfahrtskirche, die beiden Seitenschiffe werden angebaut, der ursprünglich um die Kirche angeordnete Friedhof wird nach außerhalb des Ortes verlegt.
- 1742 – Erbauung einer Schule vor der jetzigen Kirche.
- 1805 – Der Einmarsch der Franzosen in Wolfsthal bringt ein weiteres Mal Not und Zerstörung.
- 1911 – Bau der Preßburgerbahn, seit 1955 endet die Bahn in Wolfsthal.
- 1928 – Wolfsthal wird elektrifiziert.
- 1972 wurde Wolfsthal mit der Nachbargemeinde Berg vorerst unter dem Namen Wolfsthal zusammengelegt, ab 20. November 1973 dann in Wolfsthal-Berg umbenannt. 1997 wurden beide Gemeinden wieder selbständig.[2]
- Für seine Unterstützung von slowakischstämmigen Bewohnern bei der Integration erhielt Bürgermeister Gerhard Schödinger am 19. September 2007 den erstmals vergebenen Centrope-Preis.[3]

### Bevölkerungsentwicklung
Seit dem Jahr 1991 wächst die Einwohnerzahl trotz einer negativen Geburtenbilanz.
Da mit dem Schengener Abkommen am 21. Dezember 2007 die Grenzkontrollen an der slowakischen Grenze wegfielen (18 Jahre nach dem Fall des Eisernen Vorhangs 1989), erlebte die Gemeinde einen neuen Aufschwung der Einwohnerzahl. Im Jahr 2005 hatte die Gemeinde 720 Einwohner. Am 1. Jänner 2025 waren es bereits 1256 Einwohner. Das Interesse der Slowaken, sich in Wolfsthal niederzulassen, wurde durch die Nähe zur slowakischen Hauptstadt Bratislava und durch die niedrigen Preise von Baugrundstücken in Wolfsthal begünstigt.
| Wolfsthal: Einwohnerzahlen von 1869 bis 2025        | Wolfsthal: Einwohnerzahlen von 1869 bis 2025 | Wolfsthal: Einwohnerzahlen von 1869 bis 2025 | Wolfsthal: Einwohnerzahlen von 1869 bis 2025 | Wolfsthal: Einwohnerzahlen von 1869 bis 2025 |
| --------------------------------------------------- | -------------------------------------------- | -------------------------------------------- | -------------------------------------------- | -------------------------------------------- |
| Jahr                                                |                                              |                                              |                                              | Einwohner                                    |
| 1869                                                | 1869                                         |                                              | 835                                          | 835                                          |
| 1880                                                | 1880                                         |                                              | 881                                          | 881                                          |
| 1890                                                | 1890                                         |                                              | 844                                          | 844                                          |
| 1900                                                | 1900                                         |                                              | 844                                          | 844                                          |
| 1910                                                | 1910                                         |                                              | 930                                          | 930                                          |
| 1923                                                | 1923                                         |                                              | 1.039                                        | 1.039                                        |
| 1934                                                | 1934                                         |                                              | 921                                          | 921                                          |
| 1939                                                | 1939                                         |                                              | 894                                          | 894                                          |
| 1951                                                | 1951                                         |                                              | 864                                          | 864                                          |
| 1961                                                | 1961                                         |                                              | 802                                          | 802                                          |
| 1971                                                | 1971                                         |                                              | 795                                          | 795                                          |
| 1981                                                | 1981                                         |                                              | 723                                          | 723                                          |
| 1991                                                | 1991                                         |                                              | 711                                          | 711                                          |
| 2001                                                | 2001                                         |                                              | 750                                          | 750                                          |
| 2011                                                | 2011                                         |                                              | 858                                          | 858                                          |
| 2021                                                | 2021                                         |                                              | 1.201                                        | 1.201                                        |
| 2025                                                | 2025                                         |                                              | 1.256                                        | 1.256                                        |
| Quelle(n): Statistik Austria, Gebietsstand 1.1.2021 |                                              |                                              |                                              |                                              |

## Kultur und Sehenswürdigkeiten

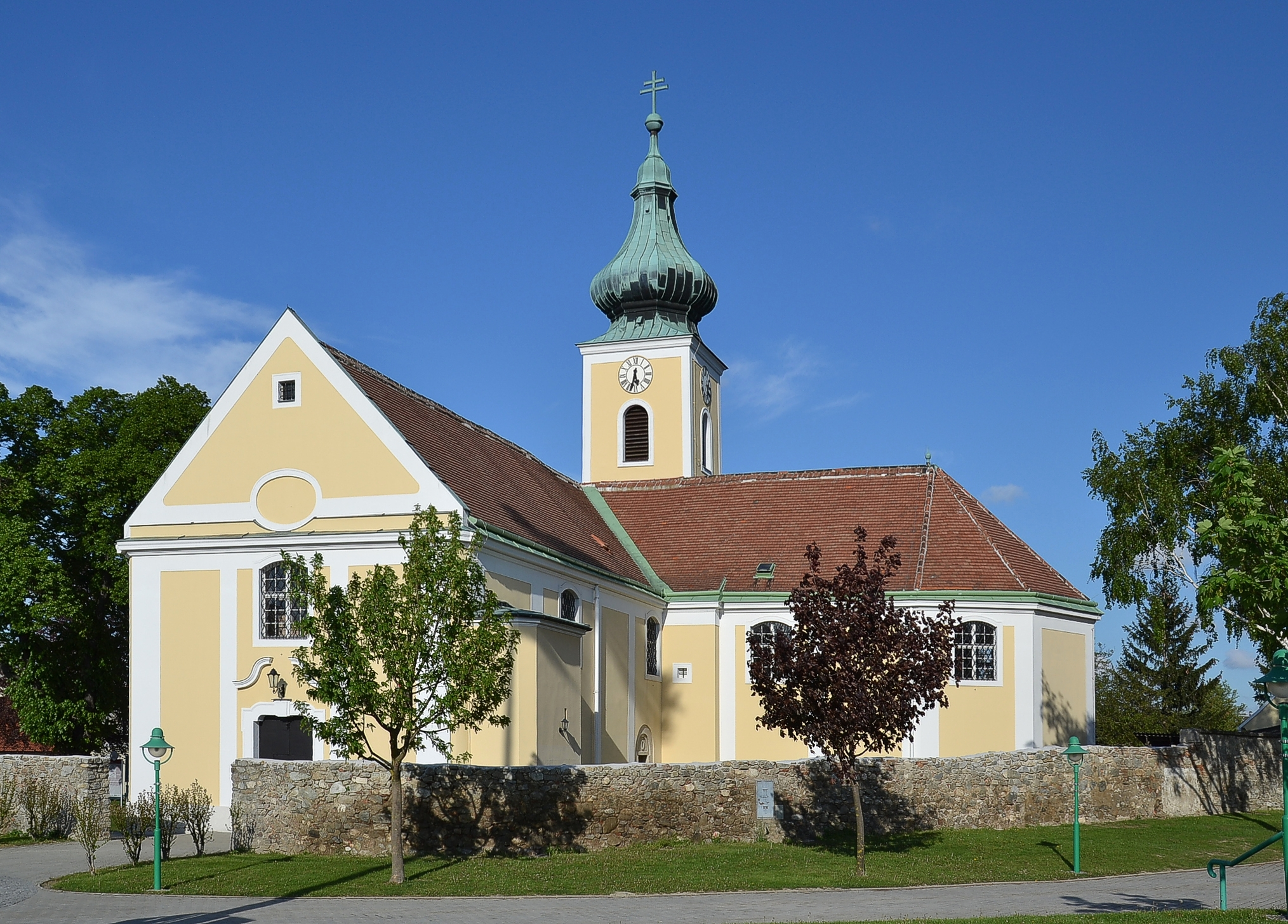
Pfarrkirche Wolfsthal

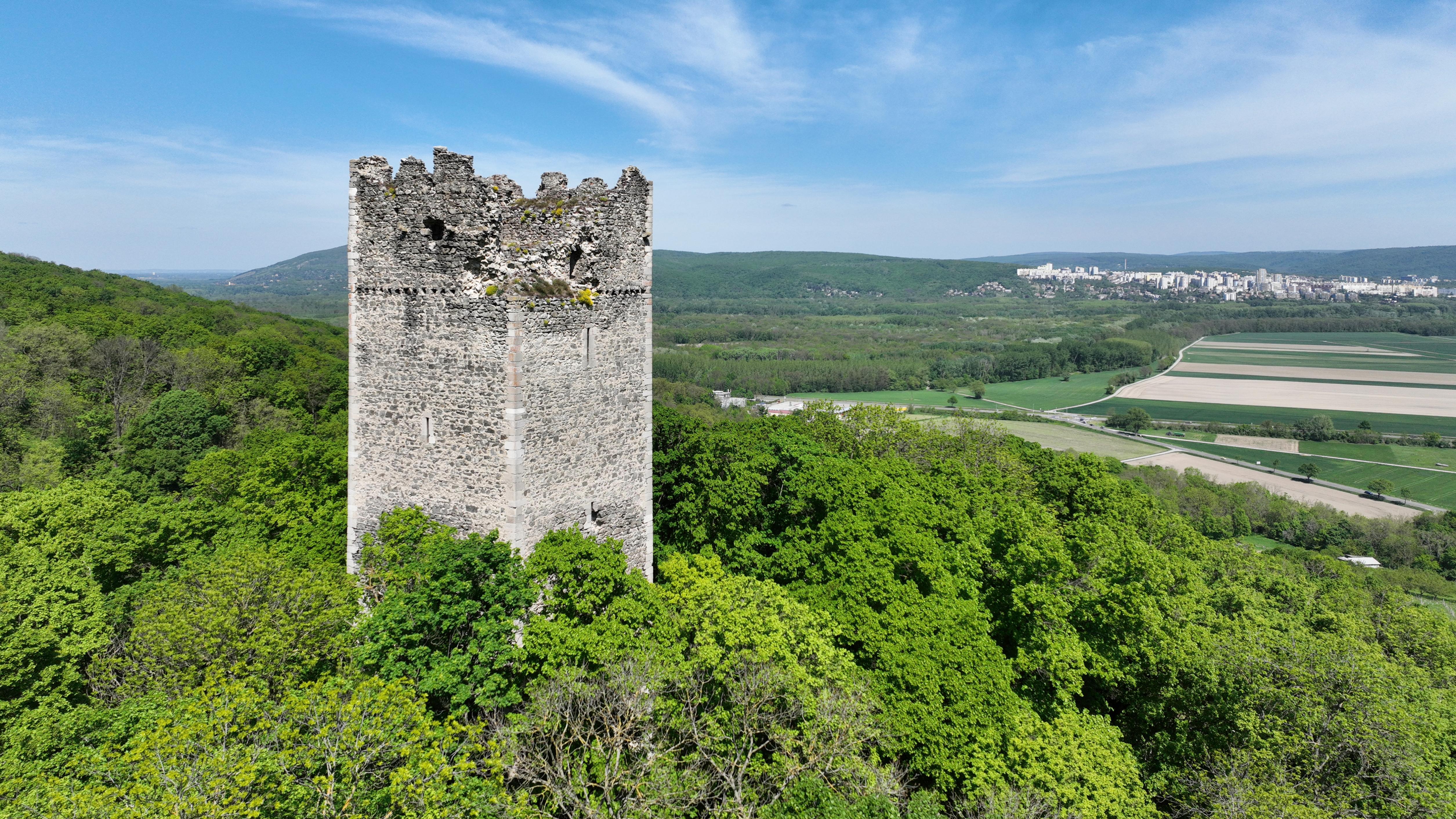
Ruine Pottenburg

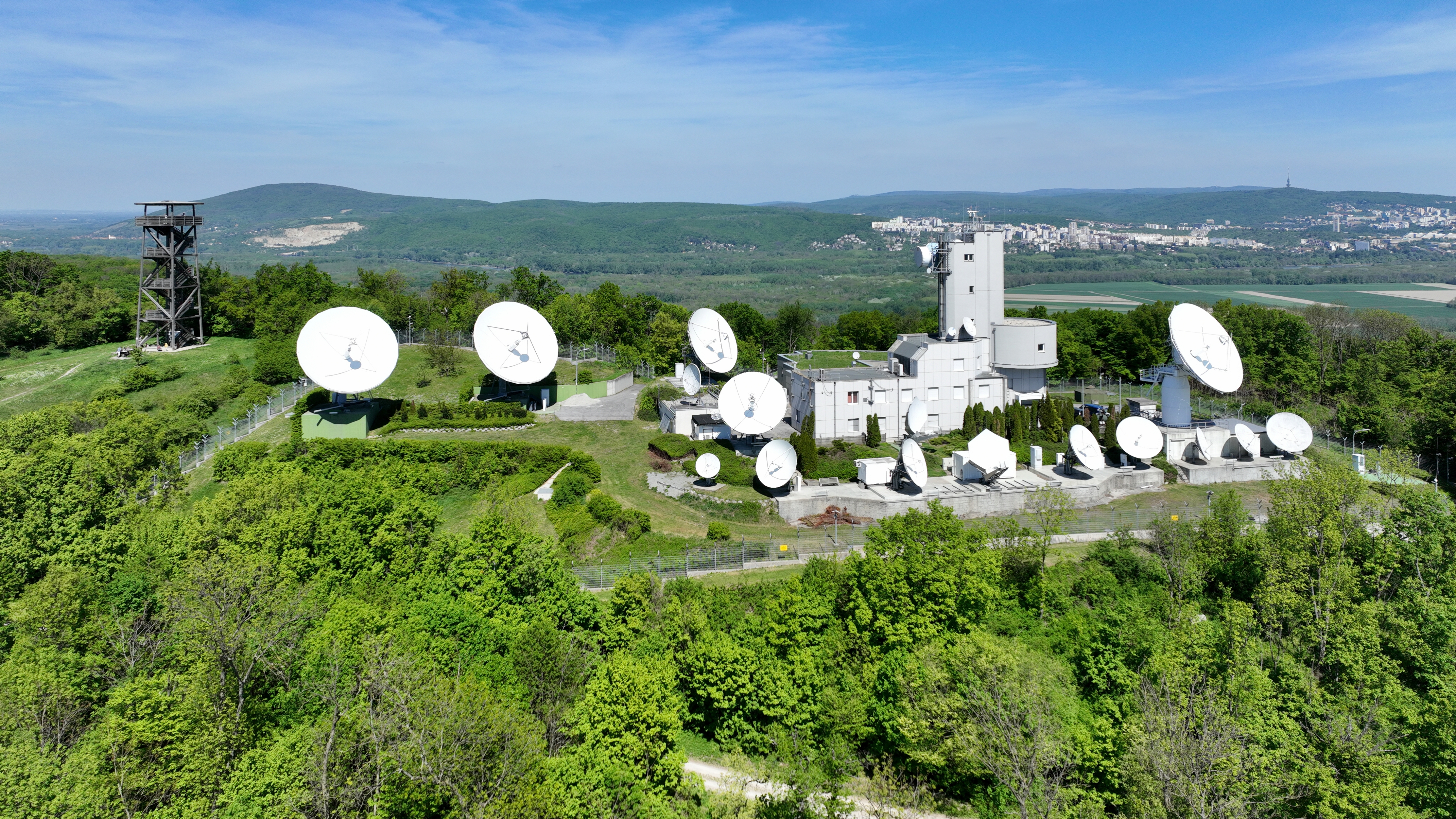
Aussichtsturm und Satellitenabhörstation auf der Königswarte

- Schloss Walterskirchen: Ehedem mit Meierei, Schäferei und einer bedeutenden Branntweinbrennerei[5]
- Katholische Pfarrkirche Wolfsthal hl. Maria Mutter der Barmherzigkeit und hl. Jakobus der Ältere

## Wirtschaft und Infrastruktur
Nichtlandwirtschaftliche Arbeitsstätten gab es im Jahr 2001 23, land- und forstwirtschaftliche Betriebe nach der Erhebung 1999 25. Die Zahl der Erwerbstätigen am Wohnort betrug nach der Volkszählung 2001 327. Die Erwerbsquote lag 2001 bei 45,2 %.

### Bildung
In Wolfsthal befindet sich ein Kindergarten und eine Volksschule. Die Volksschule ist in 1. und 2. Klasse und 3. und 4. Klasse aufgeteilt. Die 1. und 2. Klasse befindet sich in Berg und die 3. und 4. in Wolfsthal. 

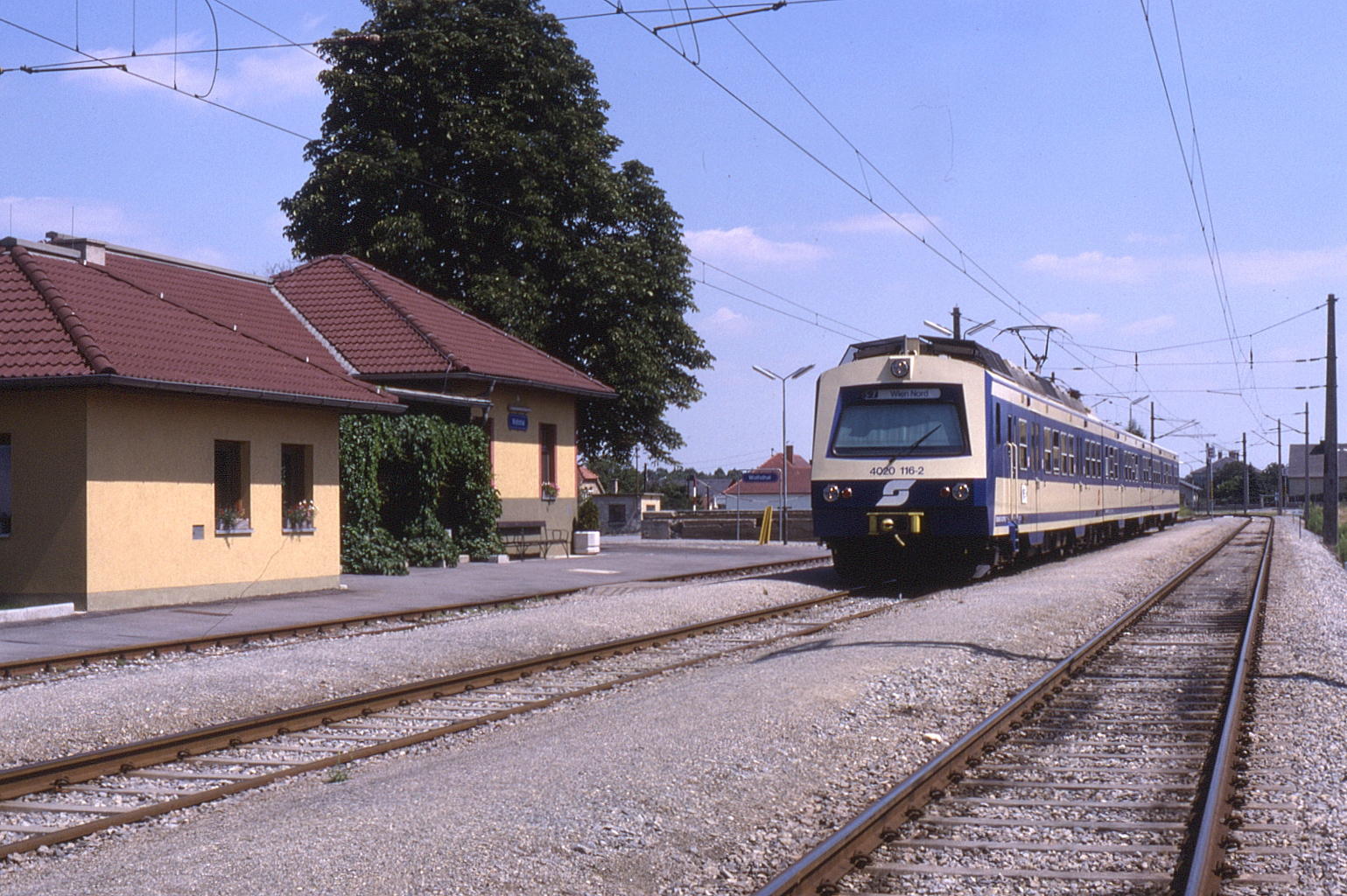
Bahnhof Wolfsthal (1988) mit ÖBB 4020

### Verkehr
Wolfsthal ist verkehrsmäßig sowohl an Wien mit der S-Bahn-Linie S7 als auch an das nahe Bratislava über die Buslinie 901 der Firma Slovak Lines verbunden. Außerdem hält an der Haltestelle Wolfsthal Kirche die Buslinie 297, welche von Hainburg an der Donau über Berg und Edelstal nach Kittsee führt.
Der Ort liegt an der ehemaligen Bundesstraße 9, die vor der Fertigstellung der Nordost Autobahn A6 einer der Hauptverkehrsträger zwischen den beiden Hauptstädten war. Jedoch wird die B9 Weiterhin stark befahren, durch den Verkehr aus der benachbarten Slowakei zu der Nachbarstadt Hainburg.
Durch Wolfsthal führen mit dem Ostösterreichischen Grenzlandweg, dem Jakobsweg und den Europäischen Fernwanderwegen E4 und E8 mehrere nationale und internationale Fernwanderwege.

## Politik

### Gemeinderat
Der Gemeinderat hatte 15 Mitglieder und seit dem Jahr 2025 19 Mitglieder.
- Nach den Gemeinderatswahlen in Niederösterreich 1990 hatte der Gemeinderat folgende Verteilung: 7 SPÖ und ?.
- Nach den Gemeinderatswahlen in Niederösterreich 1995 hatte der Gemeinderat folgende Verteilung: 9 SPÖ, 3 ÖVP und 3 Wolfsthals Initiativer Ring (WIR).[10]
- Nach den Gemeinderatswahlen in Niederösterreich 2000 hatte der Gemeinderat folgende Verteilung: 8 SPÖ, 5 ÖVP und 2 WIR.[11]
- Nach den Gemeinderatswahlen in Niederösterreich 2005 hatte der Gemeinderat folgende Verteilung: 7 SPÖ, 6 ÖVP und 2 WIR.[12]
- Nach den Gemeinderatswahlen in Niederösterreich 2010 hatte der Gemeinderat folgende Verteilung: 10 ÖVP, 4 SPÖ und 1 Wir für Wolfsthal (WFW).[13]
- Nach den Gemeinderatswahlen in Niederösterreich 2015 hatte der Gemeinderat folgende Verteilung: 10 ÖVP und 5 SPÖ.[14]
- Nach den Gemeinderatswahlen in Niederösterreich 2020 hatte der Gemeinderat folgende Verteilung: 12 ÖVP und 3 SPÖ.[15]
- Nach den Gemeinderatswahlen in Niederösterreich 2025 hat der Gemeinderat folgende Verteilung: 19 ÖVP.[16]

### Bürgermeister
- 2005–2023 Gerhard Schödinger (ÖVP)[17]
- seit 2023 Michael Peterka (ÖVP)[18]

## Persönlichkeiten
- Otto Wilhelm Graf von Walterskirchen (1833–1912), österreichischer Diplomat
- Karoline Gräfin Hunyady (1836–1907), Hofdame der Kaiserin Elisabeth
- Josef Hieß (1904–1973), Schriftsteller und NS-Propagandist

## Galerie

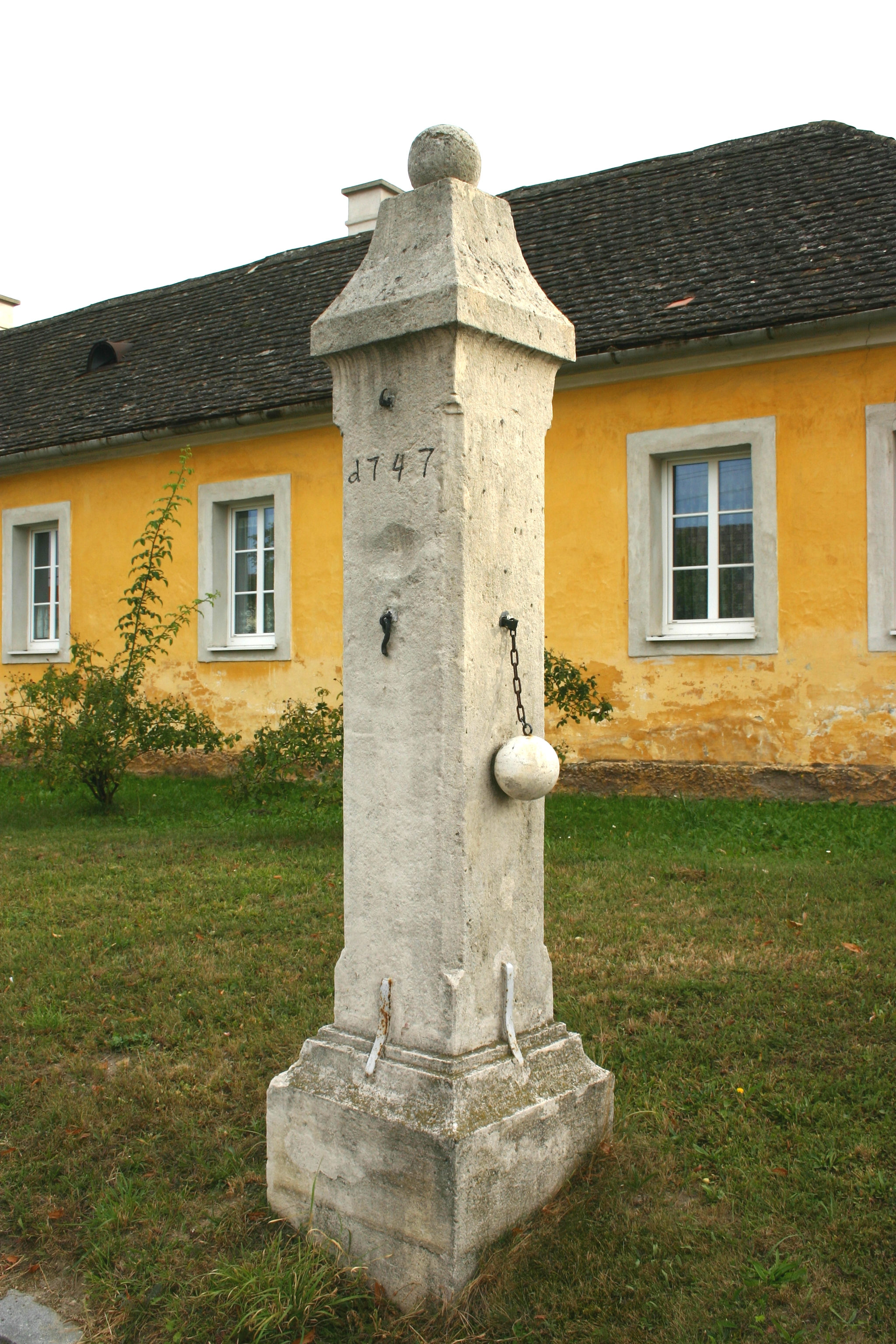
Pranger von 1747
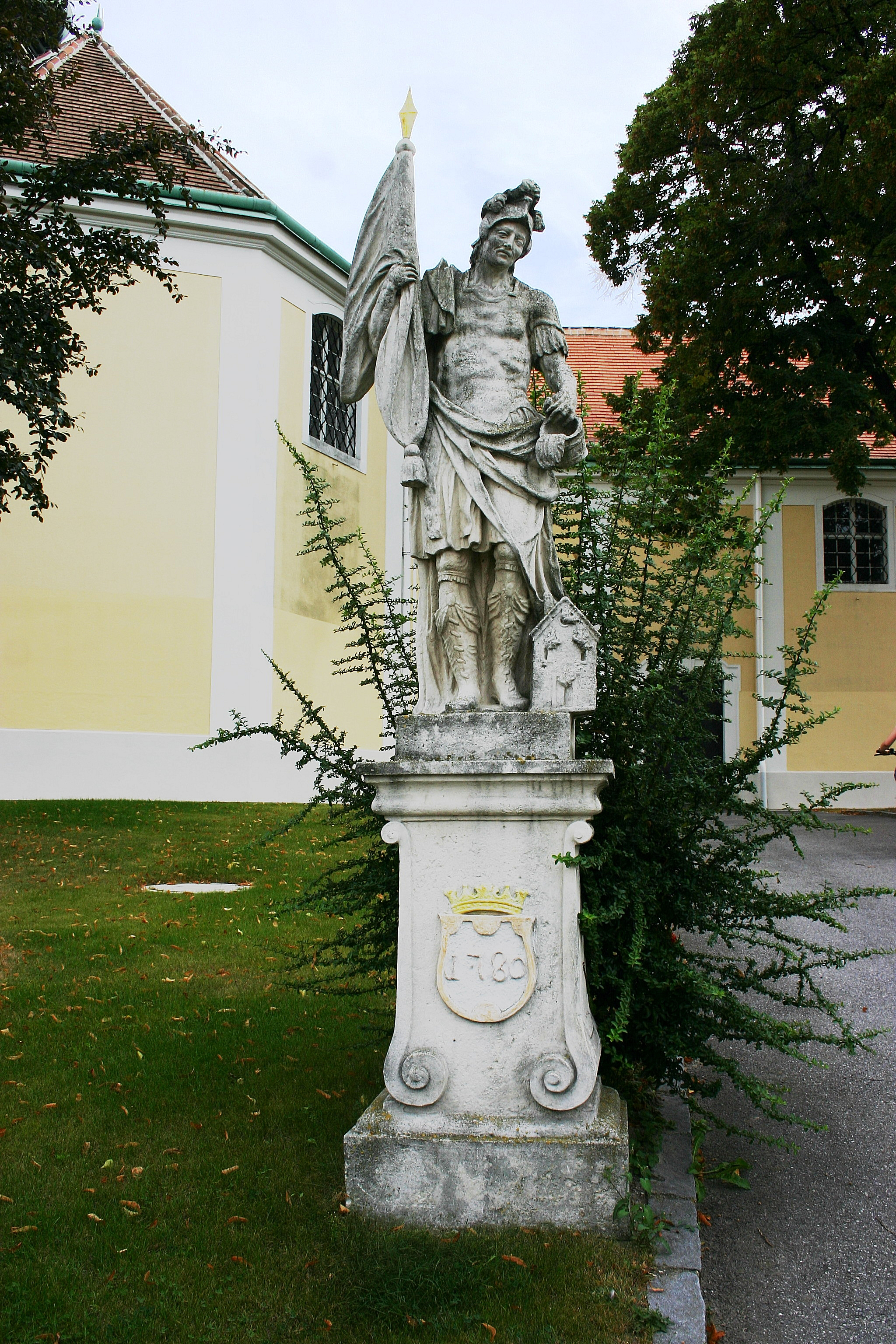
Statue des Heiligen Florian von 1780
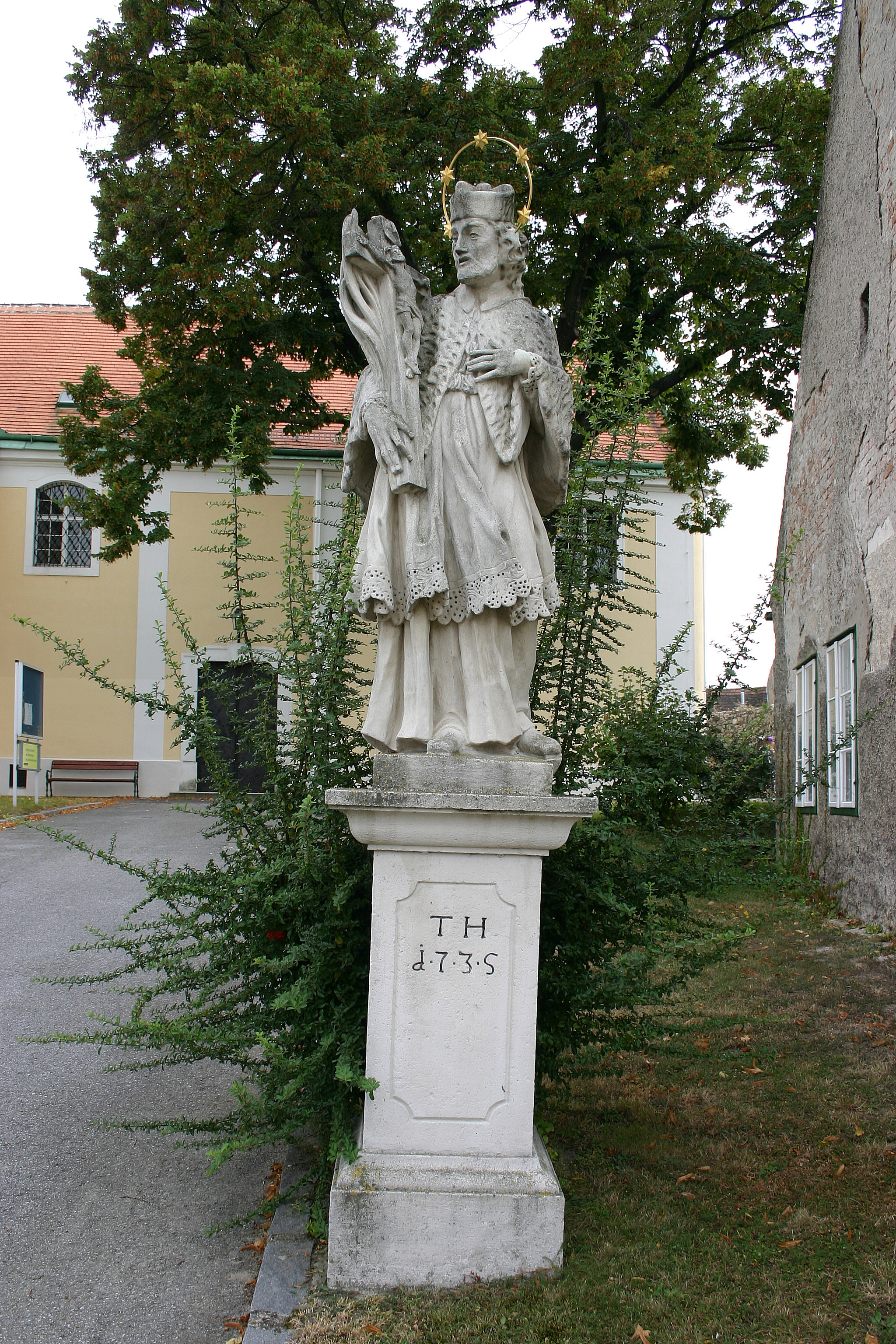
Statue des Heiligen Johannes von Nepomuk von 1735
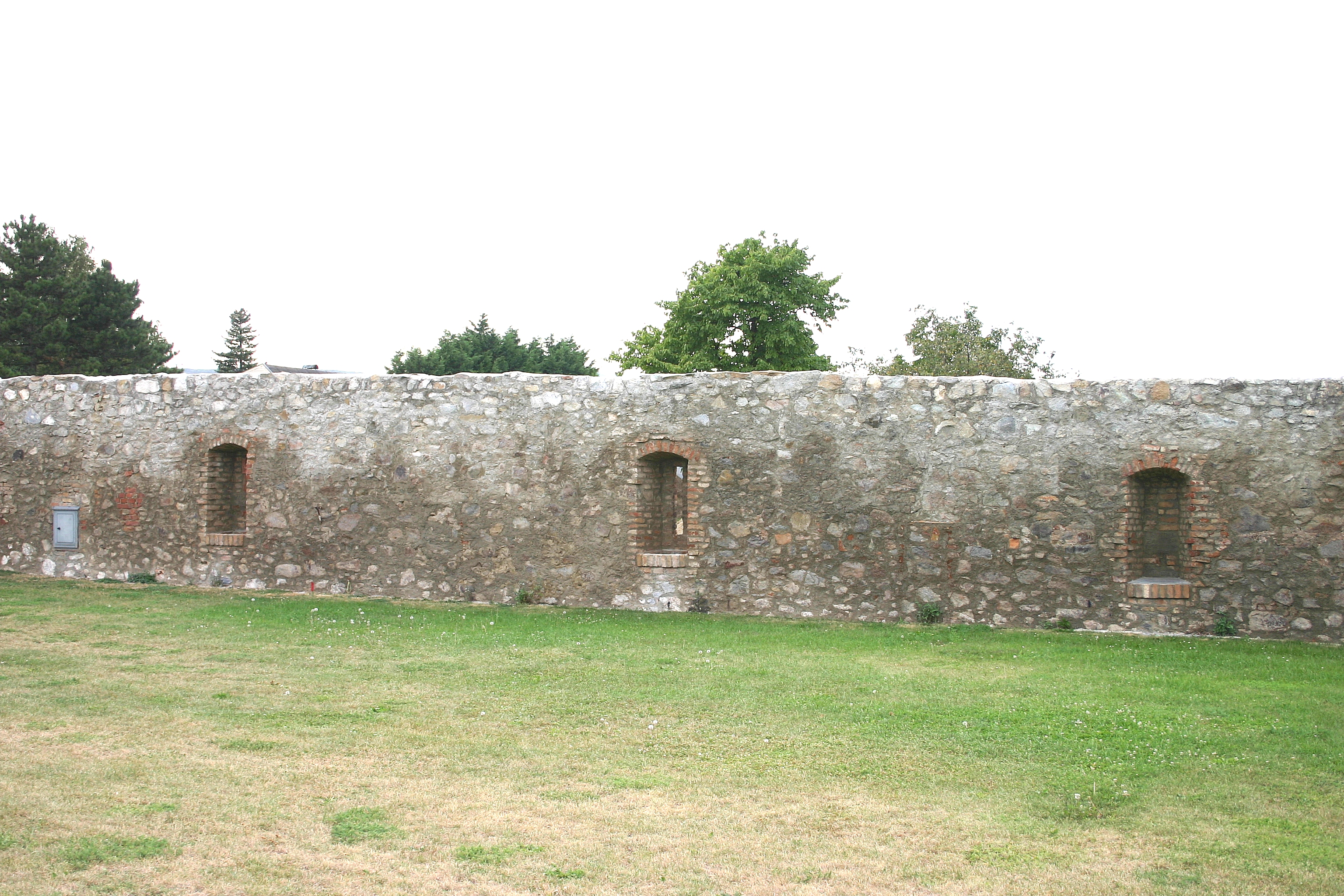
Befestigungsmauer
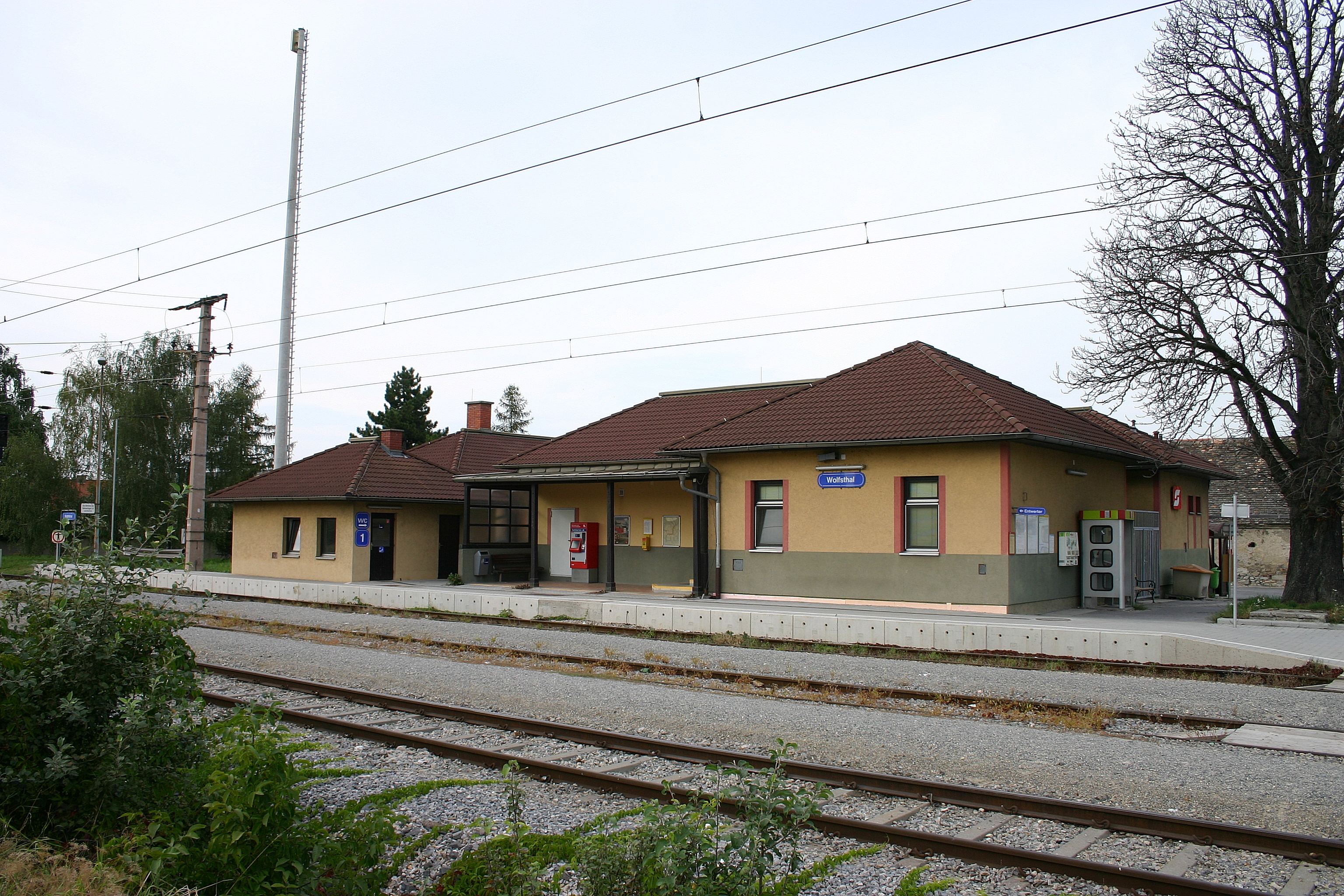
Bahnhof Wolfsthal